# 作用素 (関数解析学)
数学における作用素（さようそ、英: operator）は、しばしば写像、函数、変換などの一般化として用いられる。函数解析学においては主にヒルベルト空間やバナッハ空間上の（必ずしも写像でない部分写像の意味での）線型変換を単に作用素と呼ぶ。そのような空間として特に函数空間と呼ばれる函数の成す無限次元線型空間は典型的であり（同じものを物理学の分野、特に量子力学などでは演算子（えんざんし）と呼ぶ）、このとき、作用素を関数を別の関数にうつす写像として理解することができる。定義されているベクトル空間の係数体に値をとる作用素は汎函数（はんかんすう、functional）と呼ばれる。
また、群や環が空間に作用しているとき、群や環の各元が定める空間上の変換、あるいはその変換が引き起こす関数空間上の変換のことを作用素ということがある。

## 定義
U, V を共通の係数体 K をもつ線型空間とする。このとき U から V への部分写像、すなわち部分集合 D ⊆ U 上で定義された V への写像 T を D 上の作用素という。単に U から V への作用素とも呼ぶ。部分集合 D は定義域、部分集合 {\displaystyle R=\{\,Tx\mid x\in D\,\}} は値域と呼ばれ、それぞれ D(T) = D, R(T) = R と表す。
作用素 T が定義域 D(T) 上で単射ならば逆写像 T−1 は R(T) 上の作用素であり、逆作用素と呼ばれる。
U から V への作用素 S, T は定義域が等しく、定義域上で写像として等しいときに等しいといい、S = T と表す。
U から V への作用素 S, T の α ∈ K によるスカラー倍、和、積は以下のように定義される。
- {\displaystyle (\alpha T)x:=\alpha (Tx)\qquad x\in D(\alpha T):=D(T)}
- {\displaystyle (S+T)x:=Sx+Tx\qquad x\in D(S+T):=D(S)\cap D(T)}
- {\displaystyle (ST)x:=S(Tx)\qquad x\in D(ST):=\{\,y\in D(T)\mid Ty\in D(S)\,\}}

## 作用素のクラス

### 汎函数
汎函数はベクトル空間からその係数体への作用素である。汎函数は超函数論や変分法に重要な応用を持ち、これらの分野は理論物理学において重要である。

### 線型作用素
もっともありふれた作用素の種類は線型作用素である。体 K 上の線型空間 U, V に対し、作用素 T: U → V が線型であるとは、定義域 D(T) が U の線型部分空間であり、任意の x, y ∈ D(T) および任意の α, β ∈ K に対して
{\displaystyle T(\alpha x+\beta y)=\alpha Tx+\beta Ty}
が満たされることを言う。
線型作用素の重要性として、それがベクトル空間の間の射となることを挙げよう。
有限次元の場合には線型作用素は以下のように行列として表現することができる。体 K 上のベクトル空間 U および V について、それぞれの基底 u1, …, un ∈ U および v1, …, vm ∈ V を選んで固定する。（アインシュタインの和の規約によって）任意のベクトル x = xiui ∈ U を取るとき、線型作用素 T: U → V に対して
{\displaystyle Tx=x^{i}Tu_{i}=x^{i}(Tu_{i})^{j}v_{j}}
が成り立ち、このとき aj
i := (Tui)j ∈ K によって作用素 T の固定した基底に関する行列が得られる。ここで (aj
i) は x の取り方に依らない。また Tx = y ⇔ aj
ixi = yj である。故に、固定した基底に関する n × m-行列と線型作用素 U → V の間に一対一対応が成立する。
有限次元ベクトル空間の間の作用素に直接関係のある重要概念として、階数、行列式、逆作用素、固有空間などがある。
無限次元の場合においても線型作用素は重要である。階数や行列式の概念を無限次元行列に対してまで拡張することはできず、それは無限次元の場合において線型作用素（あるいは一般の作用素）に対して有限次元の場合とは非常に異なる手法が展開されることの理由でもある。無限次元の場合の線型作用素の研究は函数解析学と呼ばれる（このように呼ばれるのは、さまざまな函数のクラスが無限次元ベクトル空間の興味深い例をあたえるからである）。
実数列の全体や、任意のベクトル空間内のベクトル列の全体の成す空間はそれ自身が無限次元のベクトル空間になる。最も重要なのが実数列あるいは複素数列の場合で、それら全体の成す空間及びその部分空間は数列空間と呼ばれる。またこれらの空間上の作用素は列変換という。

### 有界作用素と作用素ノルム
ベクトル空間 U, V はともに同じ順序体（例えば実数体 R）上のベクトル空間で、ノルムを備えるものとする。線型作用素 T: U → V が有界とは、適当な定数 C > 0 が存在して、任意の x ∈ D(T) に対して
{\displaystyle \|Tx\|_{V}\leq C\|x\|_{U}}
が成立することをいう。これは線型作用素が連続であることと同値である。
全空間で定義されている有界線型作用素の全体はベクトル空間を成し、その上に作用素ノルムと呼ばれる U, V のノルムと両立するノルム
{\displaystyle \|T\|=\inf\{\,C>0:\|Tx\|_{V}\leq C\|x\|_{U}\}}
を入れることができる。U = V の場合には
{\displaystyle \|ST\|\leq \|S\|\cdot \|T\|}
が成り立つことが示せる。この性質を持つ任意の単位的ノルム代数 はバナッハ代数と呼ばれる。このような代数の上にもスペクトル論は一般化することが可能である。バナッハ代数にさらに追加の構造を入れたC∗-環は量子力学において重要な役割を果たす。
バナッハ空間空間上の有界線型作用素の全体は標準作用素ノルムに関してバナッハ代数を成す。バナッハ代数の理論は、固有空間論をエレガントに一般化する非常に一般なスペクトルの概念を発達させた。

## 例

### 幾何学
幾何学において、ベクトル空間に更なる構造を入れたものがしばしば調べられる。そのような空間からそれ自身への全単射な写像となる作用素は、合成に関して自然に群を成し、その空間を調べるのに非常に有効である。
例えば、ベクトル空間の構造を保つ全単射な作用素は可逆線型作用素であり、その全体は合成に関して一般線型群となる。この群は作用素の（点ごとの）和に関してベクトル空間とはならない（例えば id および −id はともに可逆な作用素だがそれらの和 0 はそうではない）。
また例えば、ユークリッド距離を保つ作用素の全体は等距変換群を成し、その原点を保つ作用素全体の成す部分群は直交群として知られる。直交群に属する作用素でベクトルの組の向きを保つものは特殊直交群（または回転群）と呼ばれる群を成す。

### 確率論
確率論で用いられる期待値、分散、共分散、階乗モーメントなどを取る操作は作用素の例になっている。

### 初等解析学
函数解析学の観点から見れば、微分積分学は二つの作用素：微分 d⁄dt と積分 ∫t
0 の研究である。
フーリエ変換は応用数学、特に物理学や符号理論において有用な積分作用素である。その有用性は、これを（時間領域上の）函数を別の（周波数領域上の）函数へ変換するものとみるとき可逆変換となることが大きい（逆変換があることによって重要な情報が落ちてしまうことがない）。単純な周期函数の場合には、この結果は任意の周期函数が正弦波と余弦波の級数として
{\displaystyle f(t)={a_{0} \over 2}+\sum _{n=1}^{\infty }{a_{n}\cos(\omega nt)+b_{n}\sin(\omega nt)}}
と表すことができるという定理に基づく。このときの係数列 (a0, a1, b1, a2, b2, …) は実は自乗総和可能数列の成す無限次元ベクトル空間 ℓ2 のベクトルであり、フーリエ級数を線型作用素と見做すことができる。一般の函数 R → C の場合には、変換は積分
{\displaystyle f(t)={1 \over {\sqrt {2\pi }}}\int _{-\infty }^{+\infty }{g(\omega )e^{i\omega t}\,d\omega }}
の形を取る。同様の積分作用素として、微分方程式の解法に良く用いられるラプラス変換は f = f(s) に対して
{\displaystyle F(s)=({\mathcal {L}}f)(s)=\int _{0}^{\infty }e^{-st}f(t)\,dt}
を割り当てる。

### ベクトル解析
ベクトル解析においてしばしば用いられる三つの作用素を挙げておこう:
- 勾配 grad（あるいは記号的に ∇）はスカラー場の各点に対して、その点における変化率が最大の方向を向きとしその最大変化率の絶対値を大きさとするベクトルを割り当てる。
- 発散 div（あるいは記号的に ∇·）はベクトル場の各点における場の発散または収斂の度合いを測るベクトル作用素である。
- 回転 curl, rot（あるいは記号的に ∇×）はベクトル場の各点においてその点の周りでの場の回転の度合いを測るベクトル作用素である。

物理学や工学への応用においては、ベクトル解析のテンソル空間への拡張として作用素 grad, div, curl はテンソル解析においてもベクトル解析同様に用いられる。

## 注
1. ↑  (ケリー 1968, p. 10), (Halmos 1970, p. 30)
2. ↑  Hazewinkel 2001.
3. ↑  Yosida 1980, p. 21.
4. ↑  Yosida 1980, p. 43.
5. ↑  h.m. schey (2005). Div Grad Cural and All that. New York: W W Norton. ISBN 0-393-92516-1